# Biberist
Biberist (im lokalen Dialekt Biberischt) ist eine politische Gemeinde im Bezirk Wasseramt des Kantons Solothurn in der Schweiz.

## Geographie
Biberist liegt auf 447 m ü. M., 3 km südsüdöstlich des Kantonshauptortes Solothurn (Luftlinie). Die Industriegemeinde erstreckt sich an der unteren Emme und am Dorfbach, dem Unterlauf des Biberenbaches, am Nordostrand der Molassehöhen des Bucheggberges und am Rand der Schwemmebene der Emme, im Solothurner Mittelland.
Mit einer Fläche von 12,4 km² ist Biberist die grösste Gemeinde des Bezirks Wasseramt. Sie umfasst einen Abschnitt der grundwasserreichen Schotterebene im inneren Wasseramt und des westlich angrenzenden Molassehügellandes. Den zentralen Teil bildet die Ebene, die von der Emme und dem Dorfbach (Biberbach) durchflossen wird. Östlich der kanalisierten Emme reicht das Gebiet über die Eichmatt bis an den Grüttbach. Westlich des Flusses schliesst sich die rund 1 km breite Talebene des untersten Teils des Biberenbachs an. Der Altisberg (496 m ü. M.), ein bewaldeter Ausläufer des Bucheggberges, reicht bis an den Südrand von Biberist und trennt die Ebenen von Emme und Biberental.
Nördlich des Dorfes umfasst das Gemeindegebiet die rund 500 m breite, von den Hauptverkehrsträgern zwischen Solothurn und Biberist benutzte Talsenke zwischen dem Bleichenberg (498 m ü. M.) im Osten und dem Oberwald (bis 541 m ü. M.) im Westen. Auch die Wohnhäuser am Nordabhang des Gisihübeli (484 m ü. M.), die baulich mit der Stadt Solothurn zusammengewachsen sind, gehören zu Biberist.
In einem schmalen Streifen erstreckt sich der Gemeindeboden nach Nordwesten bis an die Aare oberhalb von Solothurn und umfasst den nordöstlichsten Teil des Bucheggberges mit Oberwald, dem Wildmannwald, dem dazwischen liegenden Wildmanngraben, dem Hunnenberg (491 m ü. M.) und erreicht im Bereich westlich der Rodungsinsel Buechhof (Teil von Lohn-Ammannsegg) mit 543 m ü. M. die höchste Erhebung von Biberist. Die westliche Grenze verläuft entlang des Bärenbachs, eines kurzen rechten Zuflusses der Aare. Von der Gemeindefläche entfielen 1997 25 % auf Siedlungen, 35 % auf Wald und Gehölze, 38 % auf Landwirtschaft und etwas weniger als 2 % war unproduktives Land.
Biberist besteht aus den ehemaligen Siedlungskernen Unterbiberist (444 m ü. M.) an der Emme südlich des Bleichenbergs, Oberbiberist (455 m ü. M.) am Dorfbach, ausgedehnten Industrie- und Wohnquartieren sowie einigen Einzelhöfen. Nachbargemeinden von Biberist sind Lohn-Ammannsegg, Lüsslingen-Nennigkofen, Bellach, Solothurn, Zuchwil, Derendingen und Gerlafingen im Kanton Solothurn sowie Bätterkinden im Kanton Bern.

## Bevölkerung
Mit 9345 Einwohnern (Stand 31. Dezember 2023) ist Biberist nach Olten, Grenchen, Solothurn und Zuchwil die fünftgrösste Gemeinde im Kanton Solothurn. Von den Bewohnern sind 87,4 % deutschsprachig, 3,6 % italienischsprachig und 2,3 % sprechen Serbokroatisch (Stand 2000). Die Bevölkerungszahl von Biberist stieg im Verlauf des 20. Jahrhunderts kontinuierlich an, wobei besonders starke Zuwachsraten während der 1950er Jahre beobachtet wurden. Nach einem Höchststand bei rund 7800 Einwohnern Anfang der 1970er Jahre wurde ein leichter Bevölkerungsrückgang verzeichnet. Seit ungefähr 1980 bleibt die Einwohnerzahl relativ konstant und weist in den letzten Jahren wieder eine leicht steigende Tendenz auf. Das Siedlungsgebiet von Biberist ist lückenlos mit demjenigen von Gerlafingen zusammengewachsen; die nördlichsten Quartiere schliessen sich direkt an die Siedlungszonen von Solothurn und Zuchwil an.
| 1850 | 1900 | 1920 | 1940 | 1950 | 1960 | 1970 | 1980 | 1990 | 2000 | 2010 | 2020 |
| ---- | ---- | ---- | ---- | ---- | ---- | ---- | ---- | ---- | ---- | ---- | ---- |
| 1071 | 2871 | 3541 | 4774 | 5283 | 7188 | 7769 | 7519 | 7413 | 7603 | 8008 | 9267 |

## Politik
- Grüne: 2
- SP: 3
- Mitte: 2
- FDP: 2
- SVP: 2

Der Gemeinderat (Exekutive) besteht inklusive des Gemeindepräsidenten aus 11 Mitgliedern. Die Sitze verteilen sich dabei wie folgt:
| Partei                                                       | 2021–2025 | 2017–2021 | 2013–2017 | 2009–2013 |
| Sozialdemokratische Partei                                   | 3         | 4         | 4         | 4         |
| Schweizerische Volkspartei                                   | 3         | 3         | 2         | 2         |
| FDP.Die Liberalen (bis 2009 Freisinnig-Demokratische Partei) | 1         | 2         | 3         | 3         |
| Grüne Partei                                                 | 2         | 0         | 0         | 0         |
| Christlichdemokratische Volkspartei/Die Mitte                | 2 a       | 2         | 2         | 2         |

## Wirtschaft
Biberist war bis in die zweite Hälfte des 19. Jahrhunderts ein vorwiegend durch die Landwirtschaft geprägtes Dorf. Die Wasserkraft des Biberenbachs wurde schon seit dem 15. Jahrhundert für den Betrieb einer Mühle genutzt. An einem Seitenkanal der Emme befanden sich ab 1747 eine Ölmühle, ab 1757 eine Säge und ab 1776 eine Pulvermühle. Letztere wurde 1805 durch eine Explosion zerstört, danach jedoch wiederaufgebaut, bis der Betrieb 1845 eingestellt wurde. Am Stadtrand von Solothurn, aber auf dem Gebiet von Biberist bestanden seit dem frühen 19. Jahrhundert eine Bierbrauerei und eine Tabakfabrik. Nach 1860 erlebte der Ort einen raschen wirtschaftlichen Aufschwung durch die Gründung der Papierfabrik Biberist.
Heute bietet Biberist rund 3000 Arbeitsplätze an. Mit 3 % der Erwerbstätigen, die noch im primären Sektor beschäftigt sind, hat die Landwirtschaft (vorwiegend Ackerbau und Forstwirtschaft) nur noch einen geringen Stellenwert in der Erwerbsstruktur der Bevölkerung. Etwa 52 % der Erwerbstätigen sind im industriellen Sektor tätig, während der Dienstleistungssektor 45 % der Arbeitskräfte auf sich vereinigt (Stand 2001).
Die grösseren Industrie- und Gewerbegebiete von Biberist befinden sich östlich der Emme. Wichtigster Arbeitgeber der Gemeinde war bis 2011 die Papierfabrik mit rund 550 Arbeitsplätzen. Die Fabrik gehörte früher der Biber Holding AG, ging nach deren Konkurs 1997 an den finnischen Papierkonzern M-real, und wurde am 29. September 2008 vom südafrikanischen Konzern Sappi übernommen. Im Juli 2011 gab Sappi die Betriebsschliessung der Papierfabrik bekannt – 149 Jahre nach der Gründung. Im Sommer 2012 wurde das Areal von der Firma HIAG Immobilien erworben. Seit der ersten Hälfte des 20. Jahrhunderts diversifizierte sich die Industrie, so dass heute viele verschiedene Branchen in Biberist vertreten sind. Dazu gehören Unternehmen des Metallbaus, der elektronischen Industrie, des Baugewerbes, des Automobilhandels, der Holzverarbeitung, des Gartenbaus sowie verschiedene mechanische Werkstätten.
Arbeitsplätze im tertiären Sektor finden sich vor allem in der Verwaltung, im Bildungswesen, im Verkauf, in der Gastronomie, im Banken- und Versicherungswesen. Biberist war ferner Standort der kantonalen Strafanstalt Oberschöngrün (1924 gegründet, 2014 geschlossen). Das Dorf hat sich auch zu einer Wohngemeinde entwickelt. Neben zahlreichen Zupendlern sind viele Erwerbstätige Wegpendler, die hauptsächlich in Solothurn, aber auch in der Region Bern arbeiten.

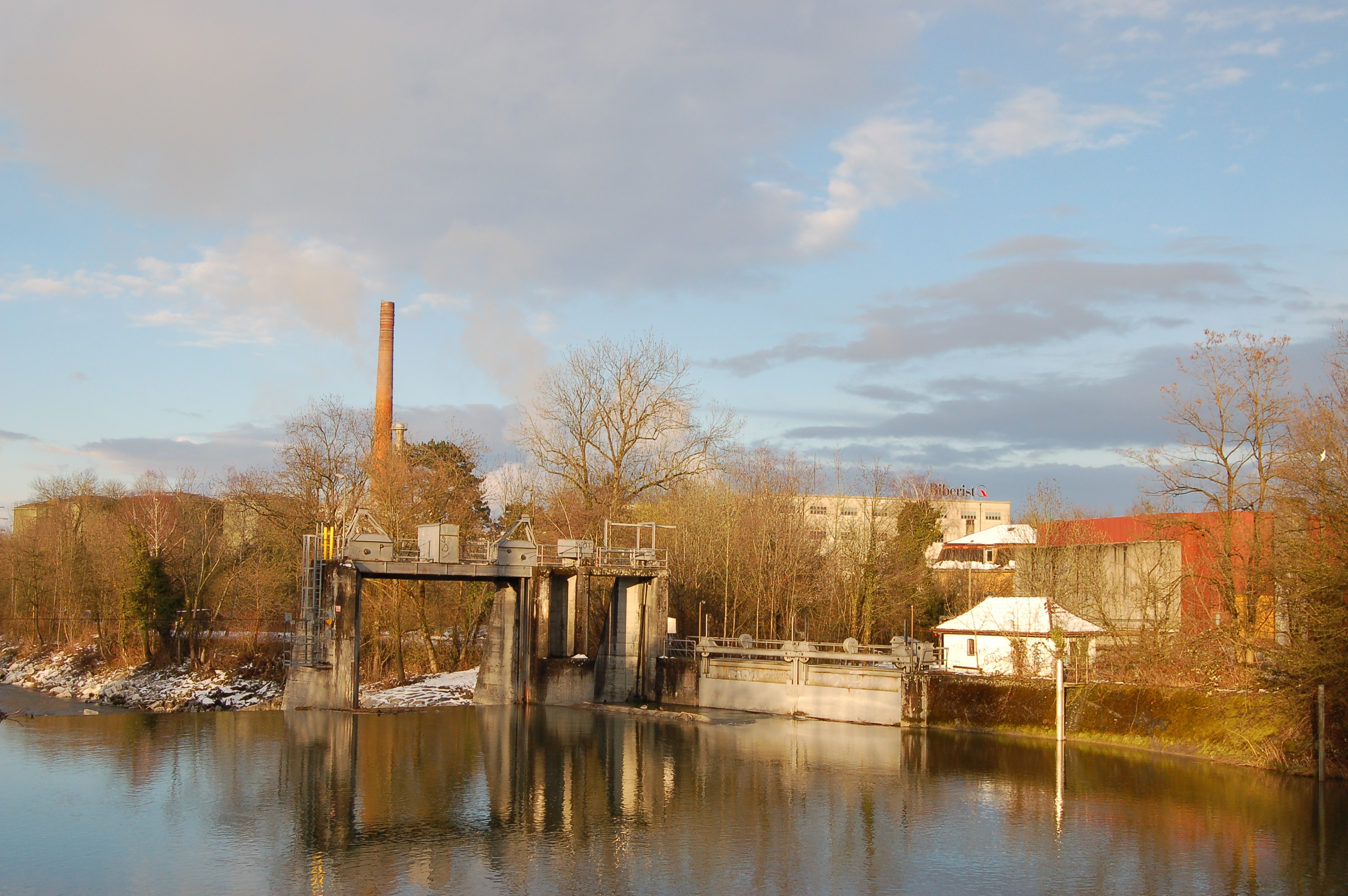
Papierfabrik Biberist
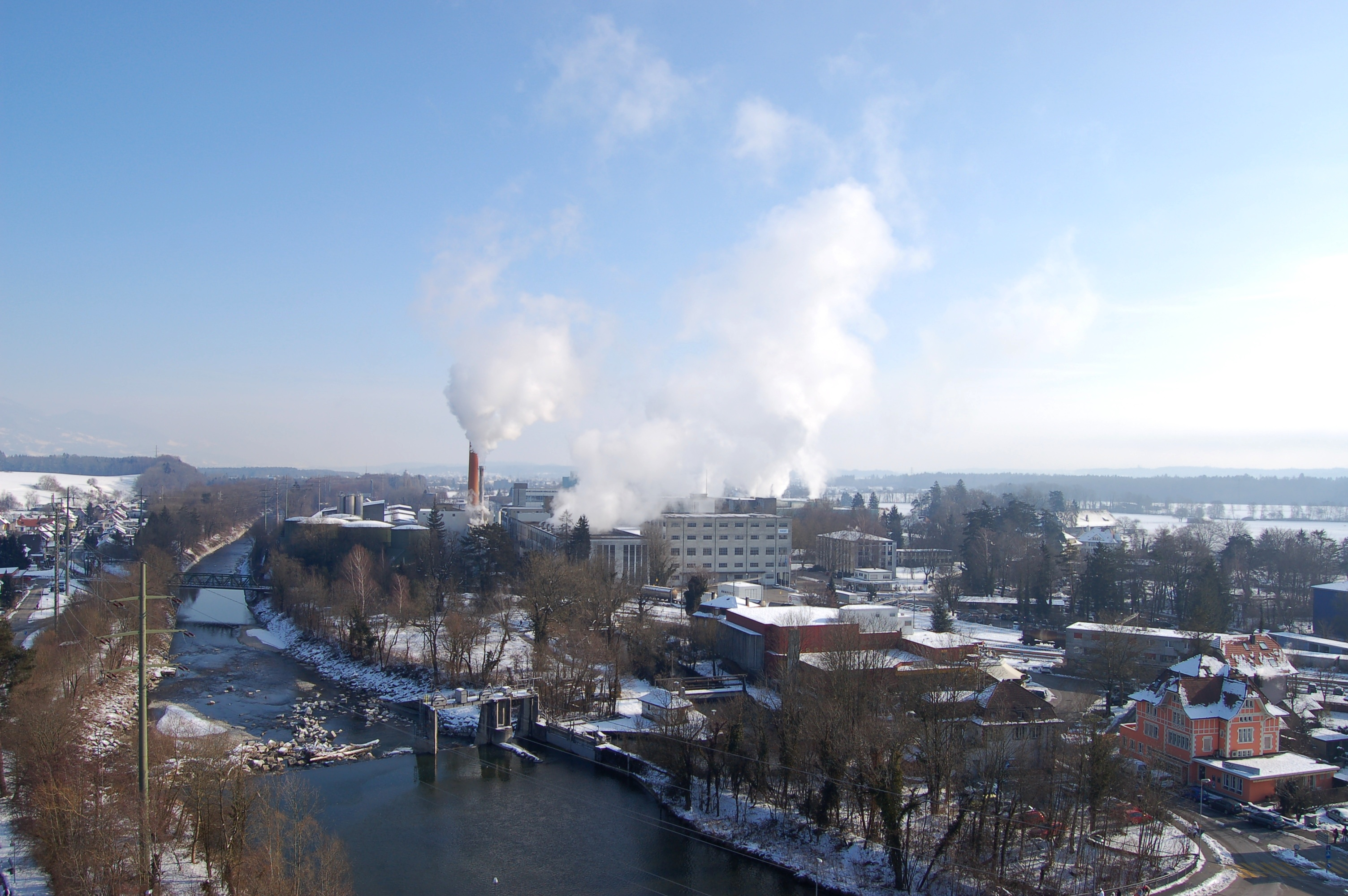
Papierfabrik Biberist
Papierfabrik Biberist, Lithografie, 1883
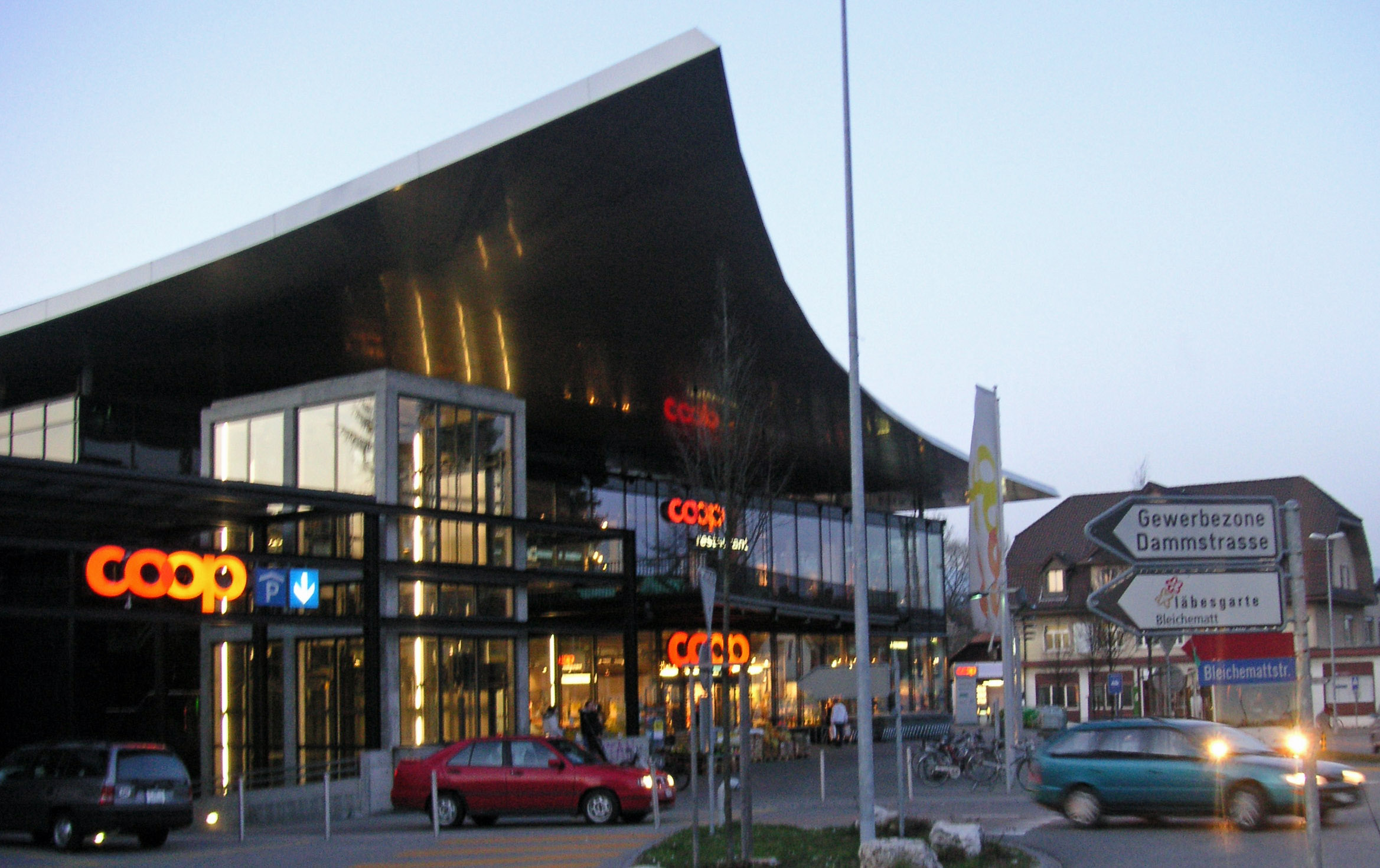
Coop Biberist
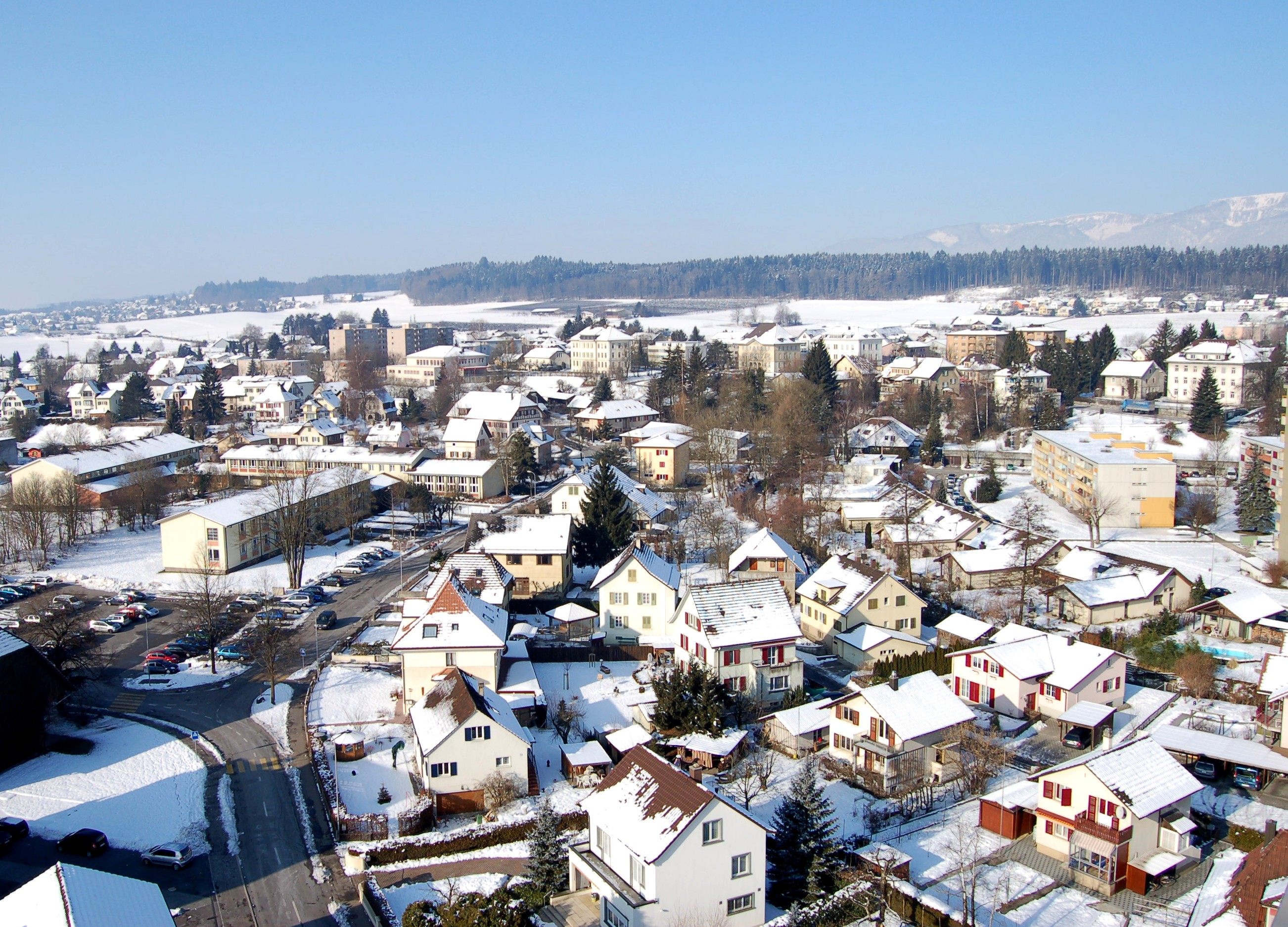
Schulhäuser / Gemeindeverwaltung
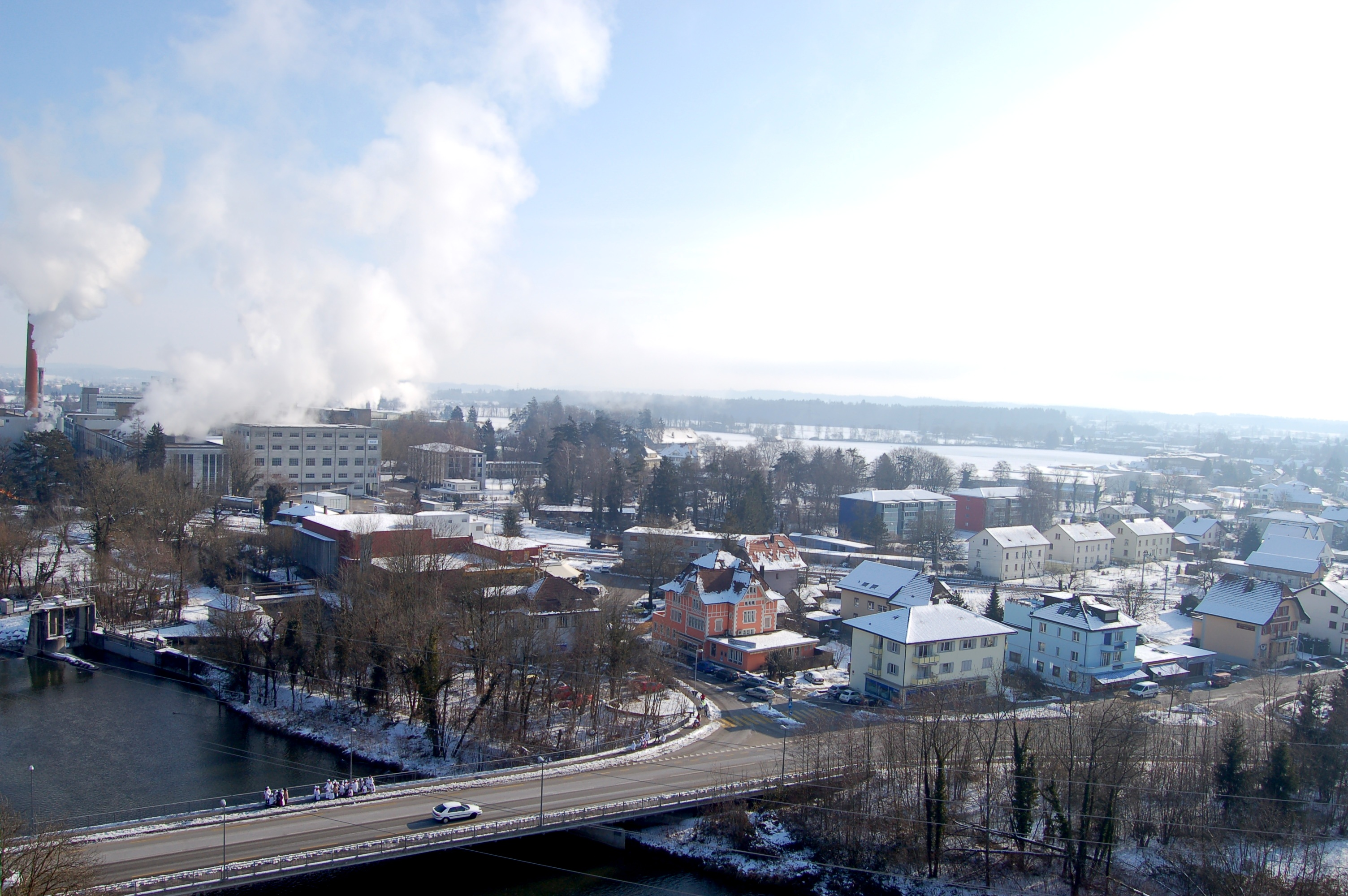
Emmebrücke / Grüttquartier

## Verkehr
Die Gemeinde ist verkehrsmässig ausgezeichnet erschlossen. Sie liegt an der Hauptstrasse 12 von Solothurn nach Bern. Der nächste Anschluss an die Autobahn A1 (Bern-Zürich) befindet sich rund 4 km vom Ortskern entfernt. Die im Jahr 2002 eröffnete A5 (Solothurn-Biel) mit dem Halbanschluss Solothurn-Süd ist 2 km von Biberist entfernt.
Im Jahr 2005 wurde die erste Tempo-30-Zone bewilligt und umgesetzt. Mit Stand September 2019 wurden diese schon fast flächendeckend eingeführt.
Am 26. Mai 1875 wurde die Eisenbahnlinie von Solothurn nach Burgdorf mit einem Bahnhof in Biberist in Betrieb genommen (aktueller Name; Biberist Ost). Auf der 1864 eröffneten Pferdebahn Deredingen–Biberist (1870 nach Gerlafingen verlängert), wurde bis zur Übernahme 1875 durch die Emmentalbahn nur Güter transportiert.
Die Strecke von Solothurn nach Zollikofen wurde am 10. April 1916 von der Elektrische Schmalspurbahn Solothurn–Bern eröffnet. Diese wird heute von der Regionalverkehr Bern–Solothurn betrieben wird. Auf dem Gemeindegebiet wurden zwei Haltepunkte eingerichtet. Am Bahnhof Biberist halten seit 1924 direkte Züge nach Bern (aktueller Name; Biberist RBS). Die Haltestelle Bleichenberg wurde ab 1979 – als die BSU Buslinie 3 (Solothurn – Lohn-Ammannsegg) in Betrieb genommen wurde – nur noch in den Randstunden bedient. Mit dem neuen Fahrplankonzept wurde die Haltestelle 2008 stillgelegt. Für die Feinverteilung im öffentlichen Verkehr sorgen die Buslinien der BSU, welche die Strecken von Bellach nach Lohn-Ammannsegg, von Bellach nach Kriegstetten und von Solothurn nach Biberist bedienen.

## Geschichte

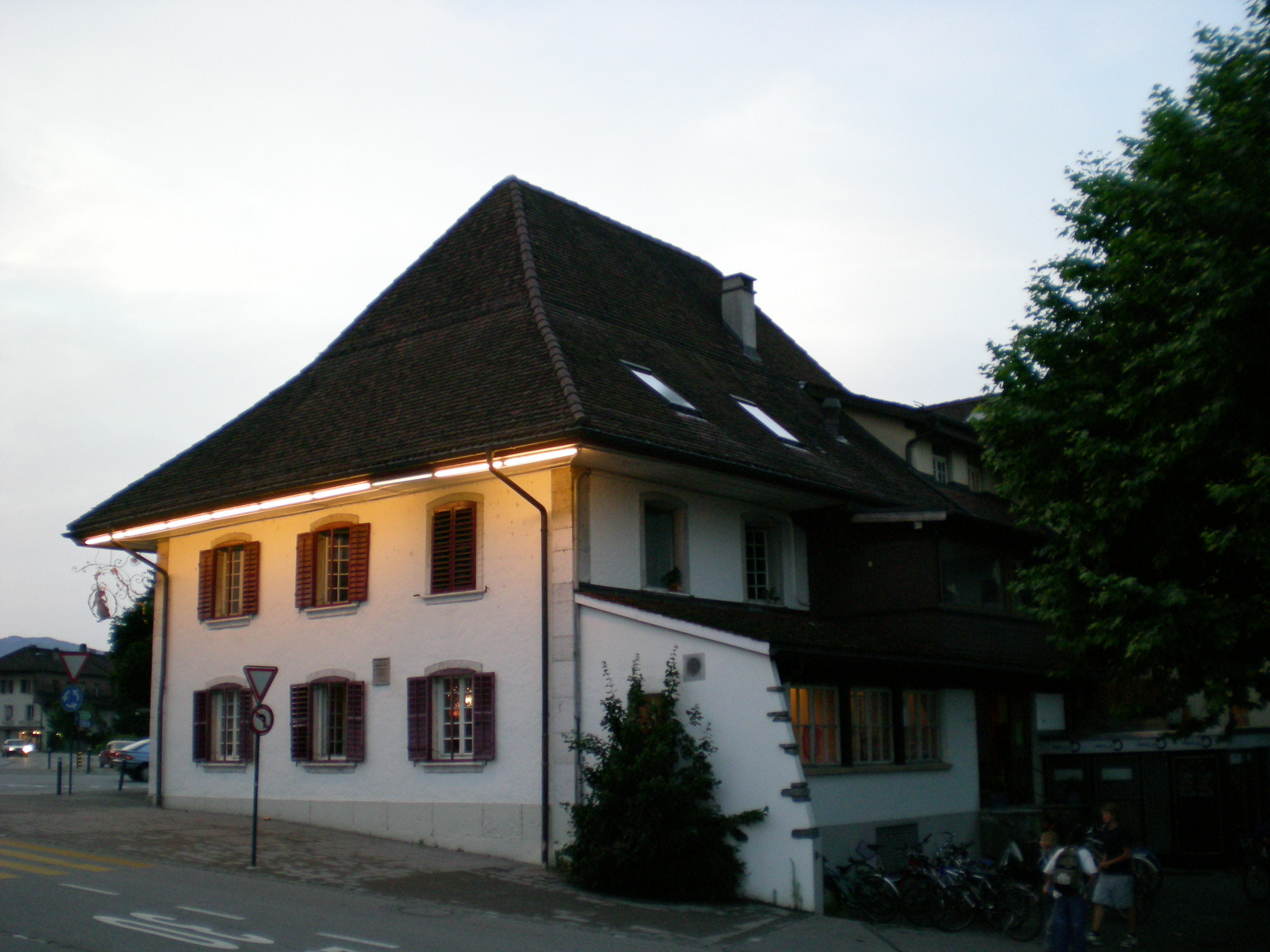
Gasthof St. Urs Juni 2008 (im August 2008 abgebrannt)

Historisches Luftbild von Werner Friedli vom 22. Juni 1967

Das Gemeindegebiet von Biberist war schon sehr früh bewohnt. Die frühesten Zeugnisse der Anwesenheit des Menschen stammen aus dem Neolithikum, als auf dem Altisberg eine Siedlung errichtet wurde. Weitere Funde stammen aus der Bronzezeit. Am Stadtrand von Solothurn wurden bei archäologischen Grabungen im Zusammenhang mit dem Bau der Autobahn A5 Überreste eines vermutlich vom 1. bis zum 3. Jahrhundert nach Christus bewohnten römischen Gutshofs entdeckt; daneben wurden zahlreiche Kleinfunde gemacht. Das Gebiet, das sich nahe der Strasse von Aventicum (Avenches) nach Salodurum (Solothurn) befand, wurde im Frühmittelalter als Gräberfeld benutzt.
Die erste urkundliche Erwähnung des Ortes erfolgte bereits im Jahr 763 unter dem Namen Biberussa; noch im 8. Jahrhundert ist die Schreibweise Biberusse überliefert. Später erschienen die Bezeichnungen Pibirsin (10. Jahrhundert), Bibirussa, Biberhusen, Bubrusche (1251), Bibersche (1268), Bierösch, Biberesche und Bibersech. Von 1508 ist erstmals der heutige Name überliefert. Der Ortsname ist keltischen Ursprungs, worauf die Endung -ussa der ersten Nennung hinweist. Er bedeutet kleines Wasser, Bach.
Im Mittelalter gehörte Biberist zur Landgrafschaft Burgund. Seit dem frühen 11. Jahrhundert ist eine Adelsfamilie von Bibirusa erwähnt, die ihren Sitz möglicherweise auf dem Burghubel (Altisberg) hatte. Nachdem das Geschlecht im 14. Jahrhundert erloschen war, kam der Besitz an begüterte Familien der Stadt Solothurn. Der Bleichenberg, im 14. Jahrhundert noch ein kleines Dorf, gehörte der Familie Spiegelberg. Das St. Ursenstift in Solothurn hatte die niedere Gerichtsbarkeit über Biberist inne, die von den Grafen von Buchegg ausgeübt wurde. 1370 gelangte das niedere Gericht direkt an die Stadt Solothurn. Als die Herrschaft Halten 1466 an Solothurn gelangte, wurde Biberist der neuen Vogtei Kriegstetten zugeteilt und zum Gerichtsort erhoben. Die hohe Gerichtsbarkeit über das Dorf kam 1516 ebenfalls an Solothurn.
Auf dem Gemeindegebiet wird auch das nur urkundliche fassbare Gutzwil verortet. Dieser Ort ist urkundlich ab 1300 fassbar und wurde im 14. Jahrhundert aufgegeben. Anhand von Zelg- und Zehntbezeichnungen, lag es zwischen dem heutigen Spitalhof (Spitalzälgli) und der Weiermatt.
Nach dem Zusammenbruch des Ancien Régime (1798) bildete Biberist während der Helvetik einen Distrikt (umfasste das Gebiet der ehemaligen Vogteien Bucheggberg und Kriegstetten) im Verwaltungsbezirk Solothurn. Ab 1803 gehörte das Dorf zum Bezirk Kriegstetten, der 1988 offiziell in Bezirk Wasseramt umbenannt wurde. Das früher aus zwei voneinander separierten Ortschaften, Unterbiberist (auch Niederbiberist genannt) und Oberbiberist, bestehende Biberist wurde 1857 in einer politischen Gemeinde vereinigt. Hier bei ist anzumerken, dass es sich bei den beiden Ortschaften um jeweils eine Rechtsame-Korporationen handelte, die schon lange gerichtlich zusammen das Landgericht Biberist bildeten.
Im Jahr 1877 wurde die Einwohnergemeinde Biberist gegründet, womit die Unterscheidung auf Gemeindeebene zwischen stimmberechtigten Ortsbürger und nichtstimmberechtigten Nicht-Bürger (Ansasse) wegfiel. Zugleich wurde für die Angelegenheiten der Ortsbürger, die Bürgergemeinde Biberist gebildet.
Aus der seit dem Mittelalter bestehende Pfarrei bzw. Pfarrgemeinde Biberist, wurde 1875 die katholischen Kirchgemeinde.
Die Industrialisierung fasste um 1860 Fuss im Dorf, als ein Seitenkanal östlich der Emme errichtet wurde, an dem 1862 die Papierfabrik Biberist gegründet wurde. Sie verhalf dem Ort zu einem wirtschaftlichen Aufschwung und zu einem markanten Bevölkerungswachstum. Später kamen zahlreiche Handwerksateliers und Zulieferbetriebe für die Uhrenindustrie hinzu. So entwickelte sich Biberist im Lauf des 20. Jahrhunderts immer mehr zu einem Industrie- und Wohnvorort von Solothurn.
Da im Grundwasser von Biberist zu hohe Werte des Pflanzenschutzmittels Chlorothalonil nachgewiesen wurden, muss seit 2019 Trinkwasser aus Recherswil zugekauft werden.

## Sehenswürdigkeiten

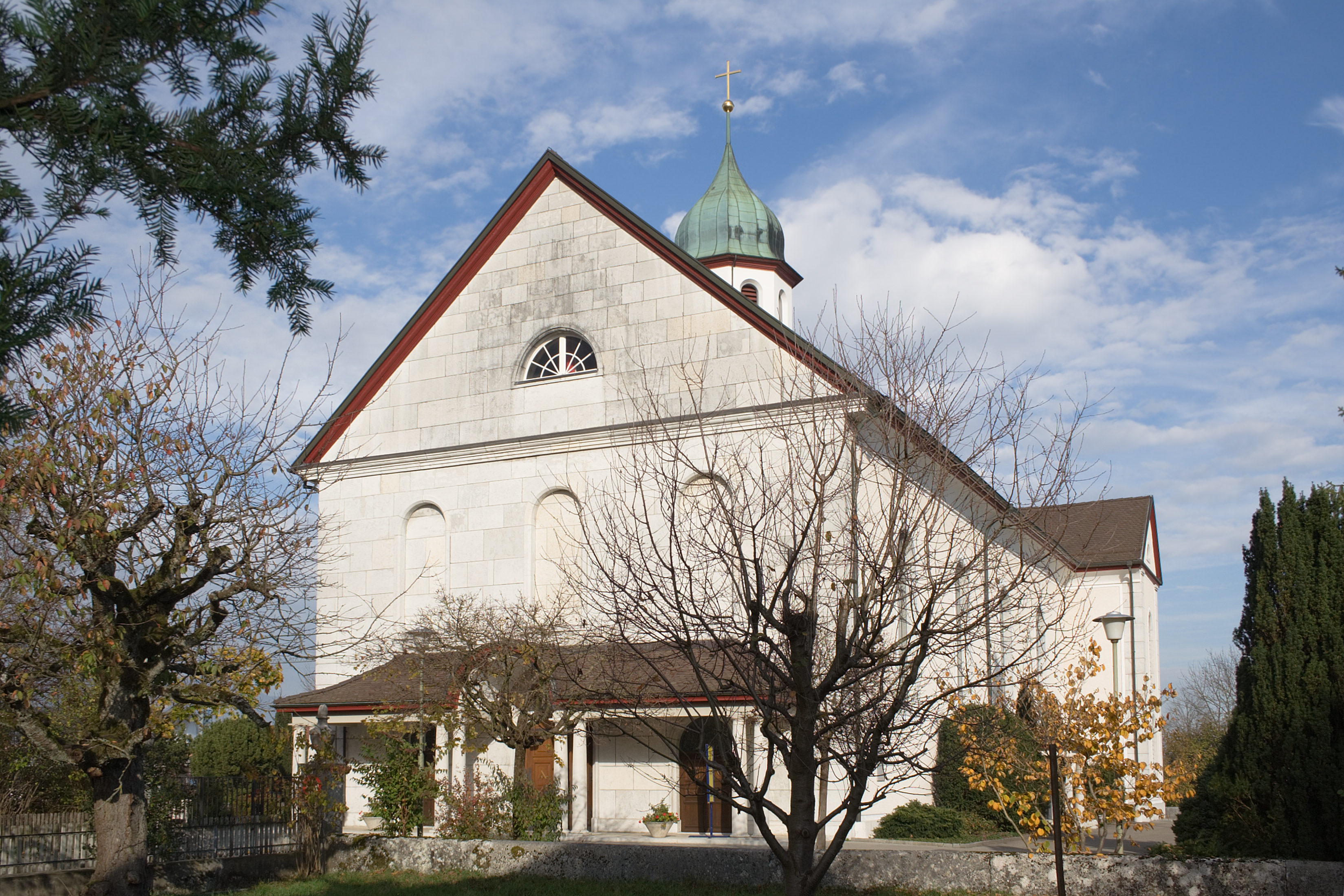
Marienkirche im klassizistischen Rundbogenstil

- Die katholische Kirche Sankt Marien, bereits 763 erwähnt und 1470 vermutlich nach einem Emmehochwasser an den heutigen Standort verlegt, erhielt ihre heutige Gestalt beim Neubau 1845 im Stil des Klassizismus. Umgestaltungen fanden im Verlauf des 20. Jahrhunderts statt.
- Die reformierte Kirche wurde im Jahr 1910 eingeweiht.[18]
- Auf dem Gemeindegebiet befinden sich mehrere Herrensitze, darunter das Schlösschen Vorder Bleichenberg, das 1602 bis 1609 erbaut, um 1680 zum Türmlihaus verändert wurde und heute als Kulturzentrum von Biberist dient (Gemälde- und Kunstsammlung der Moos-Flury-Stiftung), sowie das im 17. Jahrhundert im französischen Stil erbaute Schlösschen Schöngrün.

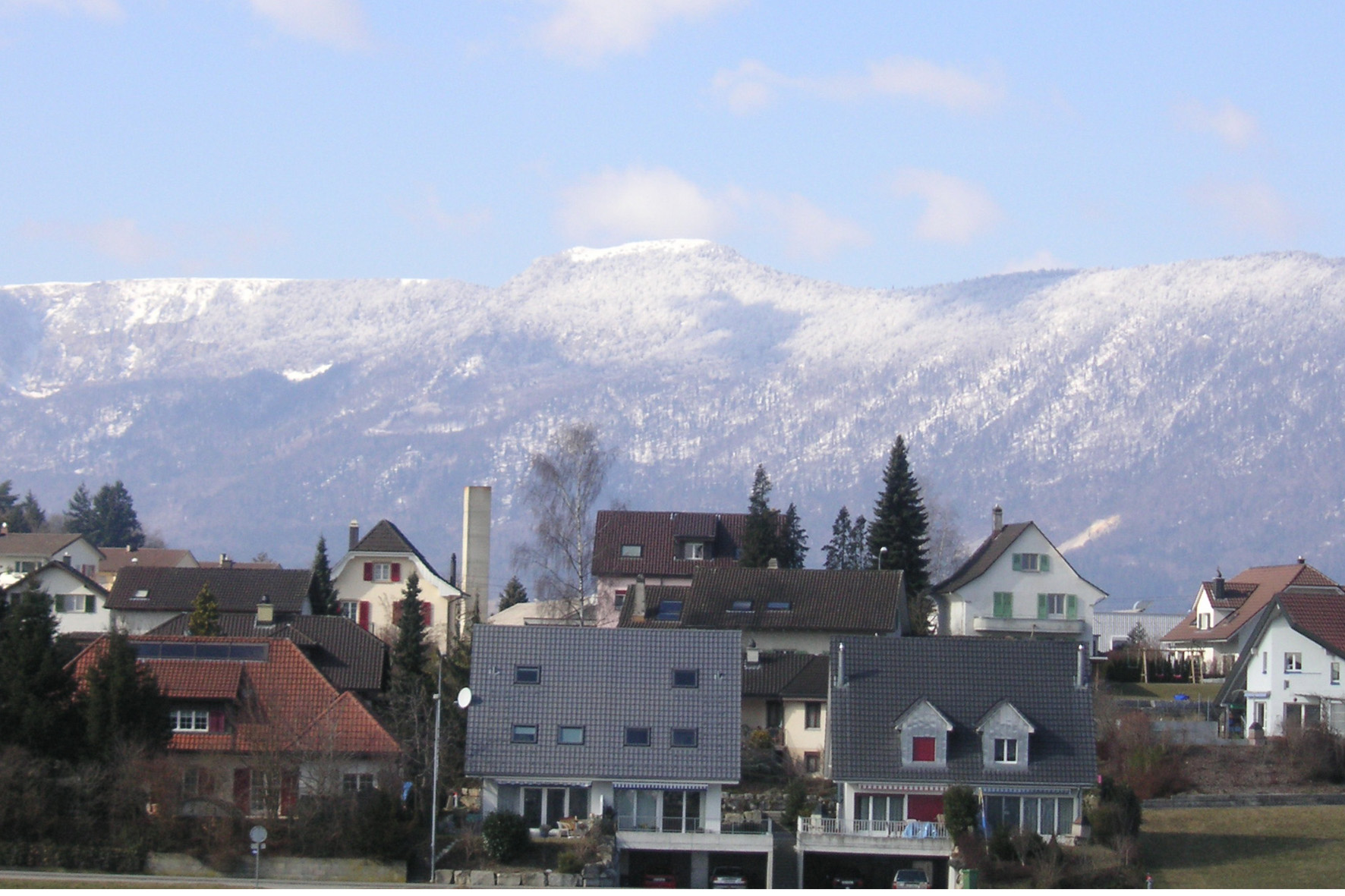
Stapfackerquartier Biberist
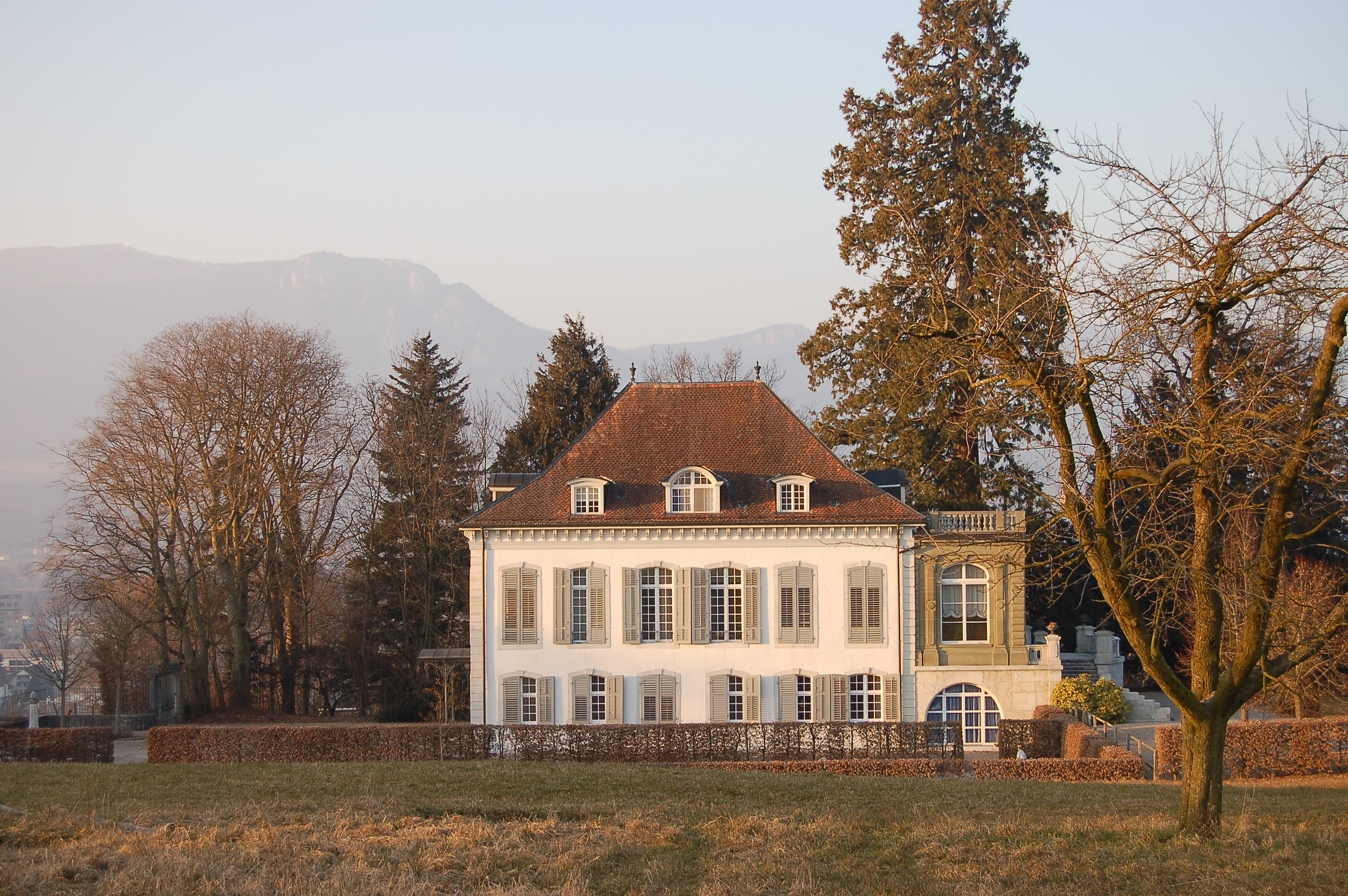
Altersheim Elisabethenheim der Ingenbohler Schwestern, Hinter-Bleichenberg
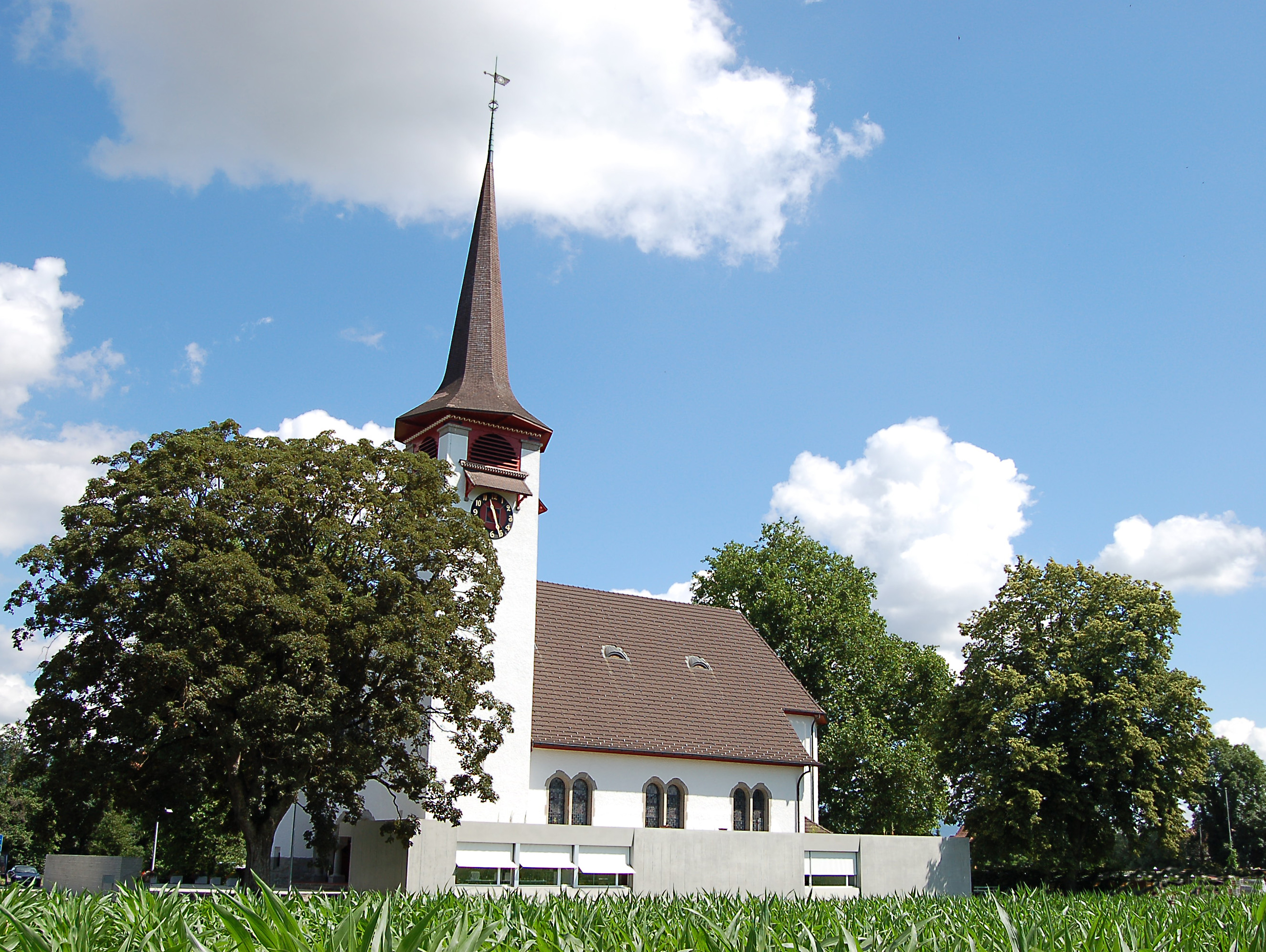
Reformierte Kirche, Neurenovation+Anbau 7/2008
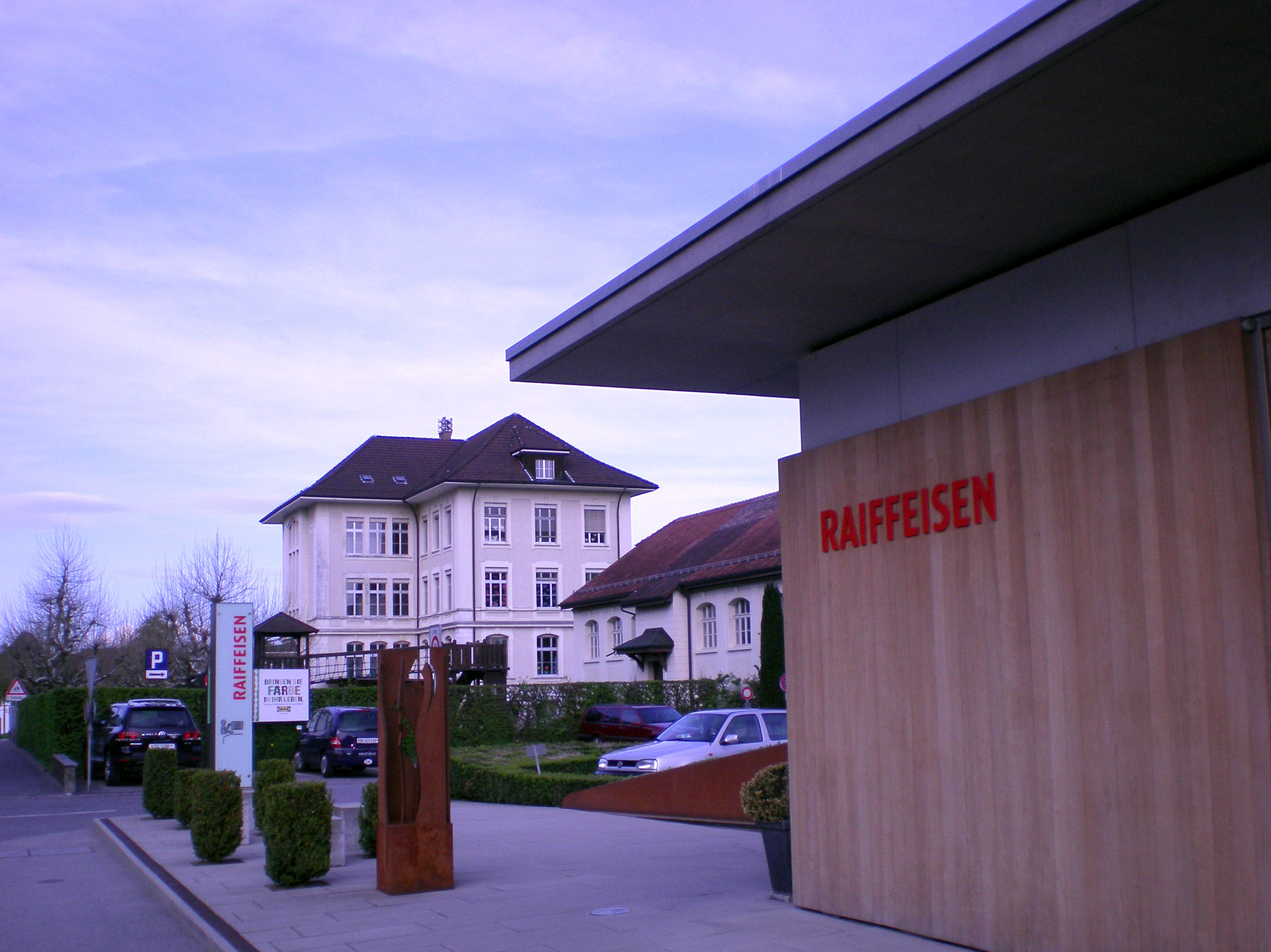
Primarschulhaus mit alter Turnhalle

## Kultur
In Biberist gibt es im Bleichematt-Schulhaus zur allgemeinen Benutzung die Gemeindebibliothek. Am 17. August 2019 fand hier auch der "Blick Esports Masters" Cup statt (ein Esport Counter-Strike Global Offensive Turnier) mit einem Gesamtpreisgeld von 10.000 $.

## Wappen und Fahne
Blasonierung
Geteilt von Rot und Weiss, belegt mit zwei gekreuzten Bundhaken in gewechselten Farben.
Die Bundhaken deuten auf das frühere Flösserhandwerk im Ort hin

## Persönlichkeiten
- Niklaus Kaiser (1806–1869), Förster und Politiker
- Oscar Miller (1826–1893), Gründer der Papierfabrik Biberist
- Simon Kaiser (1828–1898), Politiker, Rechtswissenschaftler und Bankmanager
- Ludwig Rochus Schmidlin (1845–1917), Pfarrer in Biberist und Kirchenhistoriker
- Josef Gisi (1848–1902), Landwirt und Politiker (FDP)
- Jonas Burki (1862–1923), Landwirt und Politiker (KVP)
- Oscar Miller (1862–1934), Papierfabrikant und Kunstsammler
- Moritz Tramer (1882–1963), Psychiater
- Ernst Dübi (1884–1947), Eisenindustrieller
- Werner Miller (1892–1959), Maler
- Otto Stampfli (1894–1972), Politiker
- Richard Flury (1896–1967), Dirigent und Komponist
- Olga Kaiser (1897–1947), Schriftstellerin und Dramatikerin
- Hans Rudolf Stampfli (1925–1994), Archäozoologe
- Rainer W. Walter (1938–2024), Lehrer, Politiker und Journalist
- Urs Altermatt (* 1942), Historiker
- Reto U. Schneider (* 1963), Wissenschaftsjournalist
- Alex Miescher (* 1968), ehemaliger Sportfunktionär, Leistungssportler und Alt-Gemeinderat (FDP)
- David Gerke (* 1985), Kantonsrat (Grüne)
- Philipp Roth (* 1995), aktiver Schwinger und zweifacher Gewinner eines Eidgenössischen Kranzes[19]